# ディルク・コールンヘルト
ディルク・フォルケルツゾーン・コールンヘルト（Dirk Volkertsz. Coornhert、1522年 - 1590年10月29日）はオランダの学者、画家、版画家、著作家である。ネーデルラント諸州とスペインとの間の八十年戦争の始まった時期に活動し、神学、道徳、刑法、憲法の分野でオランダ語の著作を残した。

## 略歴
アムステルダムで生まれた。父親は裕福な布地商人であったが、1538年にスペインやフランスを旅した後、12歳年上の女性と結婚することを決めた時、父親に反対され、1539年に相続権を失った。妻になった女性はオランダ貴族、レイナウト3世(Reinoud III van Brederode)の愛人の娘で、レイナウト3世は後に八十年戦争の始まりに重要な役割をはたすヘンドリク・ファン・ブレデローデ(Hendrick van Brederode)の父親である。結婚してハールレムに住んだ後、ファン・ブレデローデ家の城(Kasteel Batestein)で使用人として2年間働いた。1543年からはハールレムで版画家（エッチングやエングレーヴィング）として生計を立てた。版画家として高く評価され、画家のマールテン・ファン・ヘームスケルクと働き、ヘンドリック・ホルツィウスを弟子にした。
法律も学び、フルートやリュートを演奏し、詩や劇作もするようになった。1557年からラテン語を学び、教父の本を読めるようになり、キケロやセネカ、ボエティウスの著作をオランダ語に訳し、1562年にはホメーロスの『オデュッセイア』をラテン語版からオランダ語に翻訳した。
公証人になり、1562年にハールレムの役人に任じられ、スペインに対する反乱を起こしたオラニエ公ウィレムとも知り合った 。そのため1567年にケルンに亡命したがその年の7月に帰国し9月に逮捕され、数週間投獄された。1568年に再び、クレーヴェからケルンを通って宗教的に寛容なユーリヒ公国のクサンテンに逃亡した。 1568年9月に追放の判決を受け、財産は没収された。
ドイツでは他の政治亡命者と付き合い、オラニエ公の反乱のためにドイツやオランダで働いた。
1572年から1573年の包囲戦(en:Siege of Haarlem)の後、ハールレムはスペイン軍に陥落した。1576年の講和の後、一時ハールレムに戻り、1580年に迫害に対する補償も受けたが、より安全な住み場所を求めて、ライデンやデルフトに滞在し、1585年に、ドイツのエムデンに移り、1588年にオランダのゴーダに定住した。
1588年には妻が亡くなり、オラニエ公も暗殺されている。
ゴーダで様々な著作を行い、1590年にゴーダで没した。

## 版画作品

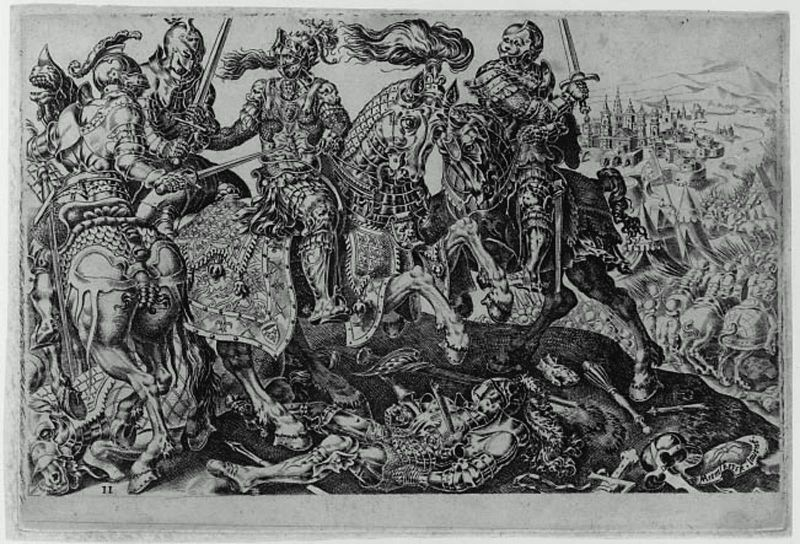
カール5世によるチュニス征服
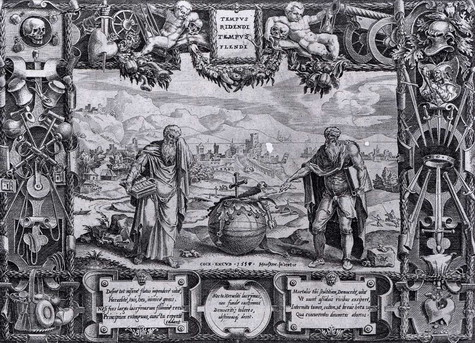
ヘラクレイトスとデモクリトス（マールテン・ファン・ヘームスケルクと共作）
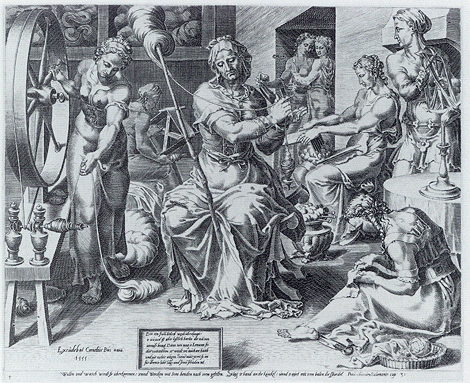
高潔な女性への賛美（マールテン・ファン・ヘームスケルクと共作）